# Fulmar (bateau)
Pour les articles homonymes, voir Fulmar (homonymie).
Le patrouilleur de service public Fulmar (P 740), ex-Jonathan, est un ancien chalutier acquis par la Marine nationale. Ce patrouilleur stationnaire remplit les fonctions de protection des zones économiques exclusives et de service public à Saint-Pierre-et-Miquelon.

## Missions
Les missions du patrouilleur de service public Fulmar sont la protection (patrouille, action de souveraineté) et le service public (secours en mer, police de la navigation, police des pêches, assistance aux zones isolées...) en Atlantique du Nord-Ouest. Le navire peut appareiller en une heure en cas de force majeure.

## Historique

### Construction duJonathan
Le Jonathan est un chalutier à perches en acier dont la construction débute en 1990 au chantier Socarenam de Boulogne-sur-Mer. Il est lancé en 1991. Il est utilisé comme chalutier en Manche et Mer du Nord de 1991 à 1996 depuis le port d'attache de Dunkerque.

#### PatrouilleurFulmar
Le chalutier est acheté en octobre 1996 par la Marine nationale grâce à la volonté du nouveau chef de l'État Jacques Chirac qui souhaite la présence permanente d'un patrouilleur, armé par la Gendarmerie maritime en ZEE de Saint-Pierre-et-Miquelon, pour faire face à la fin du moratoire de sept ans sur la pêche à la morue.
Il fait l'objet de travaux jusqu'en juin 1997 aux chantiers Lorient Naval et Industrie et la DCN de Lorient, pour sa transformation en patrouilleur. Il reçoit de l'armement, une embarcation de visite et un système de communications satellitaire. Il est rebaptisé Fulmar et son indicatif visuel est P740. Il rejoint Saint-Pierre-et-Miquelon le 27 juillet 1997. Il est mis en service le 28 octobre 1997.

### Anecdote sur l'équipage
En 2014, trois membres de l'équipage, à la suite d'un pari fantaisiste, créent une équipe de hockey sur glace le « OK Fulmar ». Constituée uniquement de marins du patrouilleur la première année, elle se transforme en association loi de 1901, un an plus tard, et s'ouvre aux joueurs de tous niveaux. En 2019, l'association compte 35 membres.

## Carrière opérationnelle
Le Fulmar est initialement armé par la Gendarmerie maritime, puis transféré à la Marine nationale le 1er juillet 2009. Il reçoit en 2004 les signes distinctifs des navires participant à l'action de l'État en mer.
En août 1997, en collaboration avec la Gendarmerie royale canadienne, la garde côtière américaine, la Gendarmerie nationale, la Police de l'air et des frontières, il est à l'origine du démantèlement d'un trafic international de stupéfiants.
En janvier 1998, à la suite du naufrage du vracquier Flare à 70 milles dans le sud Ouest de l'archipel, il participe aux recherches des quatre survivants et marque l'épave à la dérive.
En septembre 1999, il reçoit la visite du président Jacques Chirac.
Entre le 20 mai et le 10 juin 2009, il balaie les fonds marins à l'aide d'un sonar afin de localiser l'épave de l'avion L'Oiseau blanc de Nungesser et Coli, ainsi que celle d'un chalutier qui a fait naufrage en 1962. Cette première campagne se révèlant infructueuse, une seconde a eu lieu du 26 mai au 15 juin 2010 sans que ni l'Oiseau blanc ni celle du chalutier ne soient retrouvées.
Le 10 juillet 2010, le Fulmar opérait dans le port d'Halifax (où le pilotage est obligatoire) sans pilote, et se serait approché « de manière effrayante » de deux autres navires.
Il surveille le 20 mars 2014 le vraquier John 1, remorqué après un échouement le 15 mars sur la côte sud-ouest de Terre-Neuve et escorté par le NGCC Earl Grey de la Garde côtière canadienne. Le convoi présente un risque de marée noire durant son passage au large de la zone économique exclusive de Saint-Pierre-et-Miquelon jusqu’au port d’Argentia, dans la péninsule d'Avalon (Terre-Neuve-et-Labrador).
Il accueille la frégate Hermione le 23 juillet 2015 à son arrivée à Saint-Pierre-et-Miquelon.
Il participe régulièrement à des exercices interarmées de recherche et sauvetage (SAR) organisés dans les eaux arctiques, notamment au Groenland. Depuis 2018, il est fréquemment déployé dans le cadre de l'exercice annuel ARGUS coordonné par le Joint Arctic Command (JACO) du Danemark,,.
En mai 2021, il est prévu qu'il soit remplacé en 2027.

### Iconographie
- Timbre poste français en 2019, valeur faciale: 2 €, dessiné par Marie Détrée-Hourrière, peintre officiel de la Marine